# Conus ebreus
Conus ebreus é uma espécie de gastrópode do gênero Conus, pertencente a família Conidae.